# 吉田真史 (野球)
吉田 真史（よしだ まさし、1990年4月8日 - ）は、群馬県館林市出身の元プロ野球選手（内野手）。右投両打。プロでは育成選手であった。

## 経歴
2008年夏の高校野球群馬県大会では、エース兼主将として同校のベスト8進出に貢献。恵まれた体格から繰り出される打撃と俊足を買われ、2008年のドラフト会議で、千葉ロッテマリーンズから育成選手7巡目で指名。
2009年シーズンは二軍でも2試合の出場にとどまる。2010年には、二軍で25試合に出場するも、打率.129に終わった。2011年は、二軍で36試合に出場したが打率.212と低打率にあえいだ。同年10月9日、戦力外通告を受ける。
2012年からは、社会人野球の全足利クラブでプレーすることが決まった。

## 詳細情報

### 年度別打撃成績
- 一軍公式戦出場なし

### 背番号
- 133 （2009年 - 2011年）